# Pieter Achterberg
Pieter Achterberg (Zeist, 18 april 1907 – Appel, 21 september 1944) was een Nederlandse collaborateur tijdens de Tweede Wereldoorlog.

## Levensloop
Achterberg was wachtmeester bij de politie in Nijkerk, waar hij ook woonde. Hij was tevens lid van de WA, de geüniformeerde tak van de Nationaal-Socialistische Beweging. Hij werkte actief met de Duitse bezetter samen en maakte jacht op onderduikers en leden van het verzet. Met name in het dorpje Epe werden meerdere mensen door zijn toedoen opgepakt. Onder hen was de illegaal werker Jacobus Jeremias van den Boogert, die geëxecuteerd werd, de distributieambtenaar Lubbert Bosch en verschillende Joden die ondergedoken zaten op de boerderijen Larixhof en De Blauwvoet in Epe.
Op 5 september 1944 - de dag die bekend kwam te staan als Dolle Dinsdag - was er grote opwinding in Nederland. De Duitsers en hun handlangers sloegen massaal op de vlucht en de bevrijding leek slechts een kwestie van dagen, zo niet uren. Dit enthousiasme werd aangewakkerd door een Brits radiobericht waardoor het leek alsof de  geallieerden Breda al hadden ingenomen. In de dagen daarna nam de paniek onder de Duitsers af, totdat op 17 september Operatie Market Garden begon. De Britse veldmaarschalk Bernard Montgomery liet massaal parachutisten droppen met als doel de belangrijkste bruggen tussen de Belgische grens en Arnhem in te nemen om snel op te kunnen rukken naar het Ruhrgebied. 
In Epe meende zowel de politie als de marechaussee dat de bevrijding nog slechts een kwestie van tijd was. De marechaussees Alkema en Koster arresteerden daarom Achterberg en sloten hem tijdelijk op in een marechausseekazerne in Epe. Toen Operatie Market Garden leek uit te lopen op een mislukking en de bevrijding uitbleef, zat men met Achterberg in zijn maag. Vrijlaten was geen optie. Achterberg werd daarom verhoord door een aantal verzetslieden en marechaussees in de boerderij Wester Appel in de buurtschap Appel. Daar viel het besluit hem te executeren. Achterberg weigerde geestelijke bijstand. Het vonnis werd vervolgens voltrokken door Cornelis van 't Land, die Achterberg doodschoot met een stengun. Zijn lichaam werd op het boerenerf begraven.